# Endla (Naturschutzgebiet)
Das Endla-Naturschutzgebiet (estnisch: Endla looduskaitseala) befindet sich im östlichen Zentral-Estland, etwa 143 km südöstlich von der Hauptstadt Tallinn gelegen und rund 72 km von der Universitätsstadt Tartu entfernt. Es erstreckt sich auf einer Fläche von 10.110 ha über den Grenzbereich dreier estnischer Landkreise: Jõgevamaa, Järvamaa und Virumaa.

## Ökologie, Flora und Fauna
Zu den Sehenswürdigkeiten Estlands zählt dieses Naturschutzgebiet unter anderem wegen seiner acht Moor- und Sumpflandschaften mit ihren Flüssen, Bächen, sechs Seen (der größte davon mit dem Namen Endla) und über 30, vor allem in westlichen Gebieten liegenden Quellen. Mit diesen bildet es den Lebensraum für 461 Pflanzen- und 182 Vogelarten, von denen 153 Brutvögel sind. Darüber hinaus zählt das Endla Naturschutzgebiet 165 Moosarten.

## Geschichte
Im Jahre 1910 richtete der Baltische Moorverein mit Unterstützung der Estländischen Ritterschaft, der Livländischen Ritterschaft und der Kurländischen Ritterschaft nahe dem Weiler Tooma (deutsch: Thoma) eine Moorversuchsanstalt ein. Deren Aufgabe war es einerseits, die umgebenden Moore wissenschaftlich zu untersuchen, und andererseits, mögliche wirtschaftliche Nutzungen von Nieder- und Hochmooren zu prüfen. Bei einer ersten Bestandaufnahme der Flora wurden mehr als 200 Pflanzenarten bestimmt.

## Tourismus
Auf zahlreichen Holzpfaden ist es Besuchern möglich, die Sümpfe wandernd zu erkunden. Informationstafeln geben Hintergrundinformationen zu Flora und Fauna sowie Informationen zu regionalen und saisonalen Verboten und  auch Sehenswürdigkeiten – zumeist jedoch ausschließlich auf Estnisch. Das Verwaltungs- und Informationszentrum des Naturschutzgebietes befindet sich in dem Dorf Tooma. In der Touristeninformation dieses, sowie vieler weiterer Orte, stehen Wanderkarten und Informationsbroschüren und -bücher jedoch auch in englischer, deutscher, finnischer und russischer Sprache zur Verfügung.

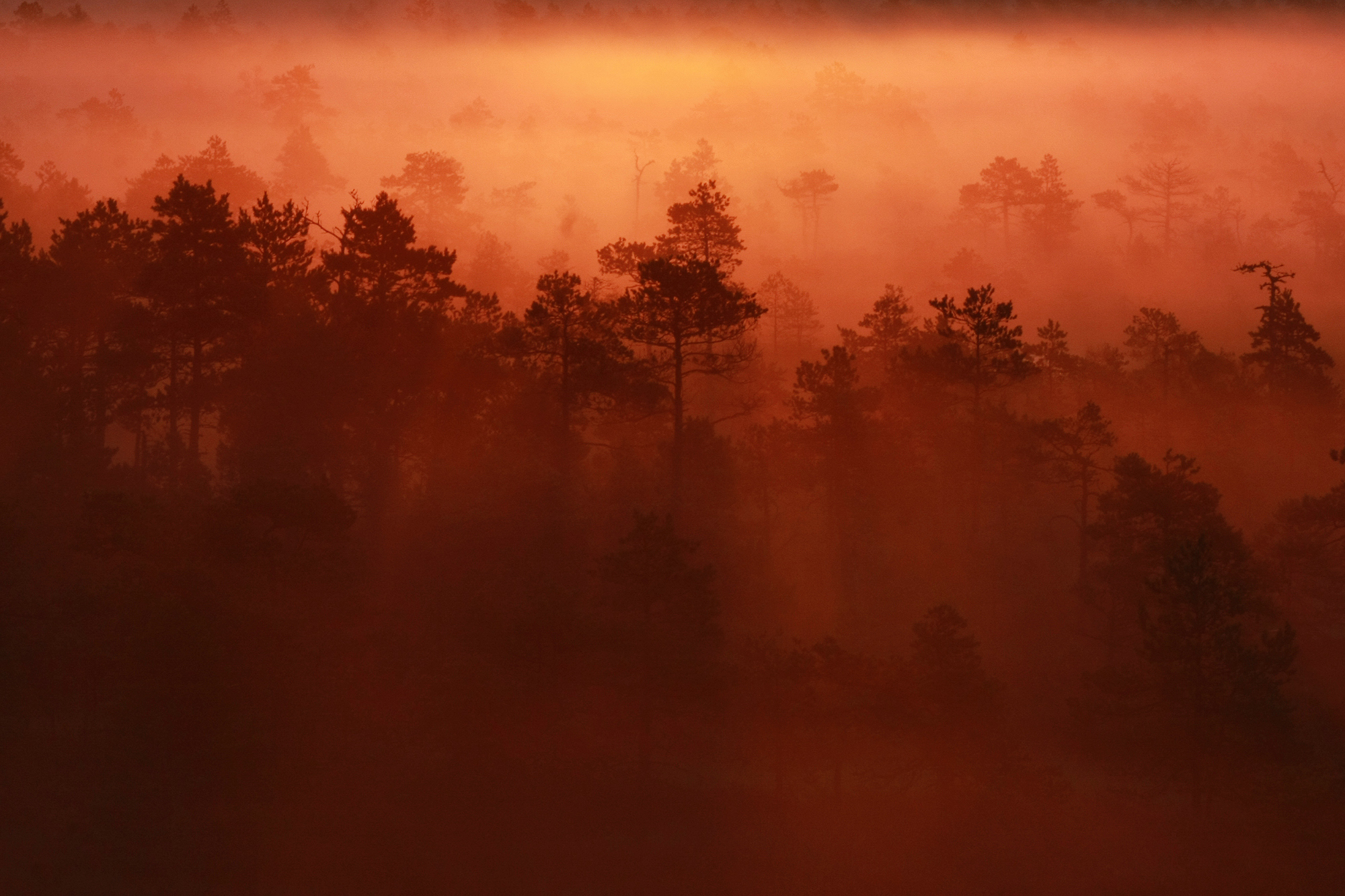
Männikjärve
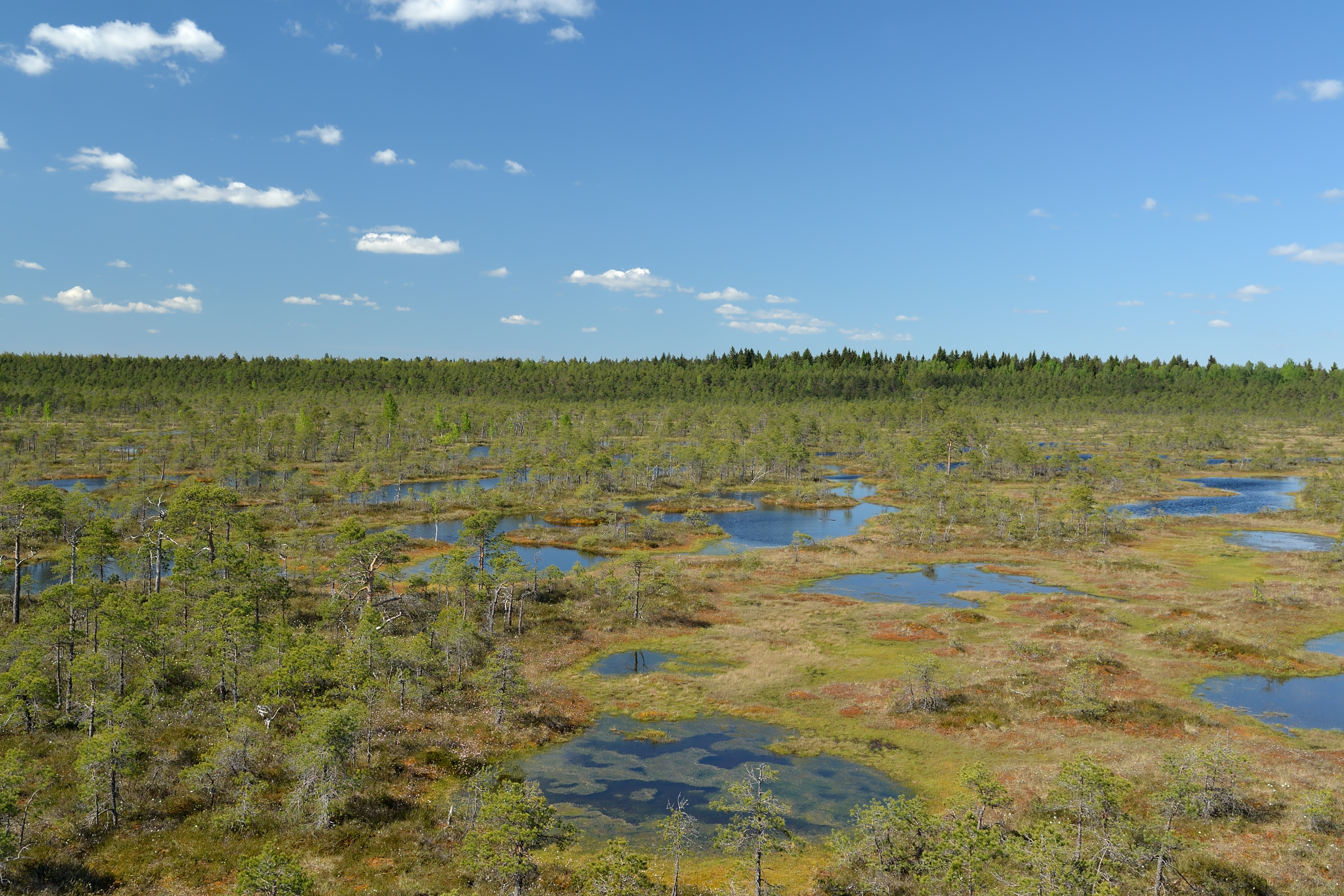
Männikjärve
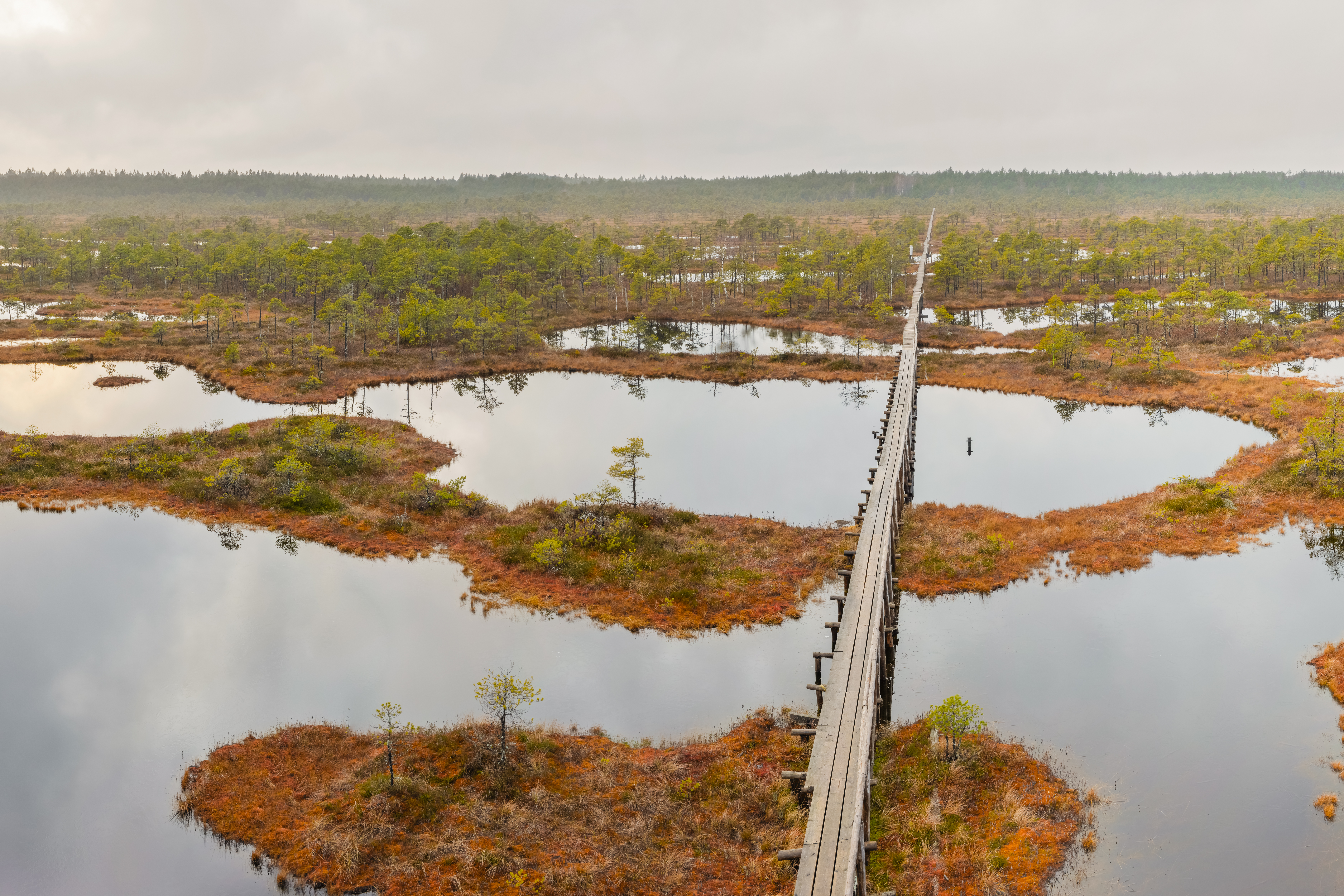
Männikjärve Bog
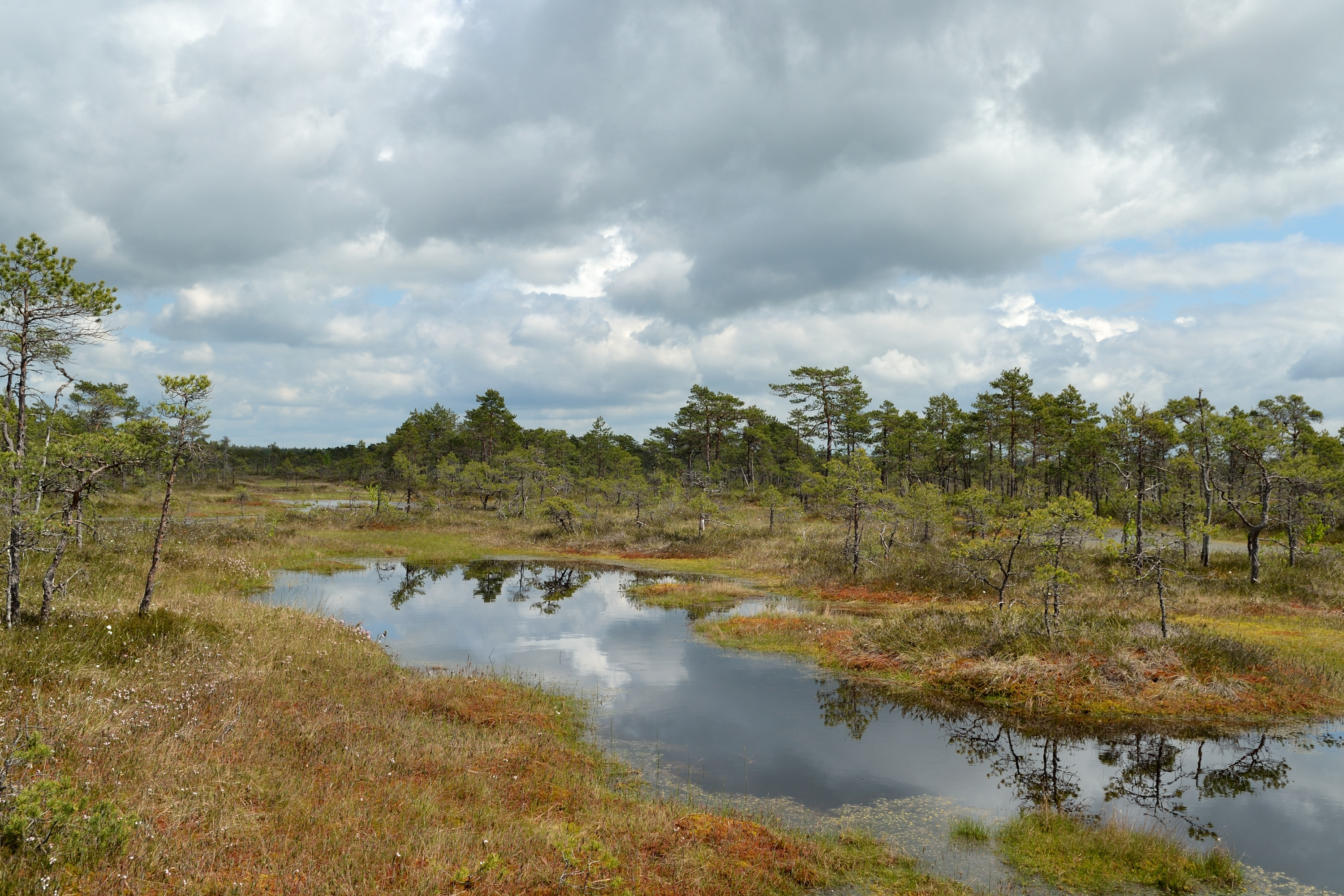
Kaasikjärve
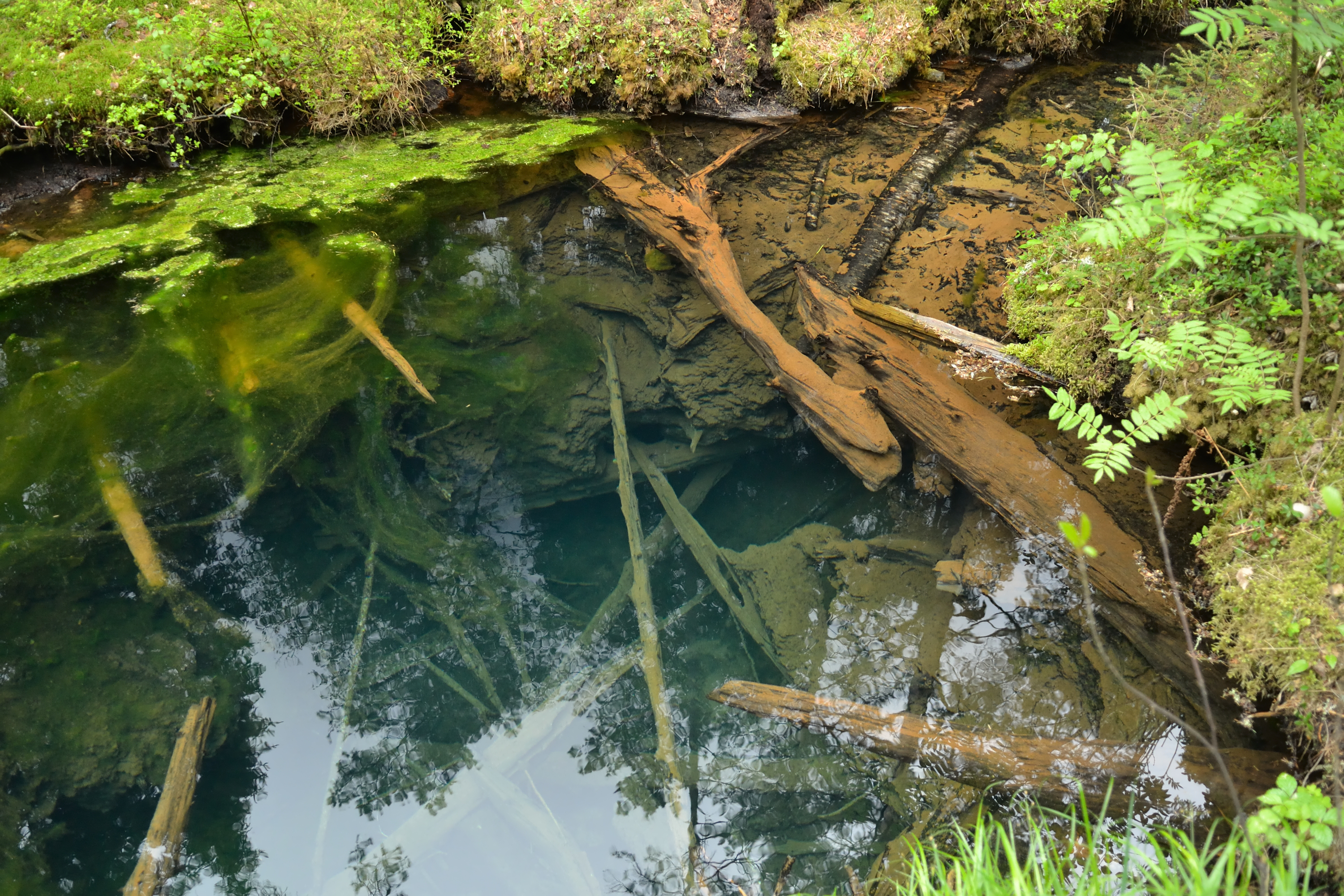
Sopa Quelle